# Naja oxiana
Naja oxiana eller Kaspisk kobra är en ormart som beskrevs av Eichwald 1831. Naja oxiana ingår i släktet Naja och familjen giftsnokar. IUCN kategoriserar arten globalt som otillräckligt studerad. Inga underarter finns listade i Catalogue of Life.
Denna orm förekommer i centrala Asien från Iran till Pakistan och Indien.